# Osteocephalus elkejungingerae
Osteocephalus elkejungingerae és una espècie de granota endèmica del Perú.
Està amenaçada d'extinció per la pèrdua del seu hàbitat natural.